# Eskilsø
Eskilsø – wyspa w zatoce Roskilde Fjord, w Danii. Ma powierzchnię 1,4 km² i jest największą wyspą w Roskilde Fjord. Jest to jedyna wyspa w tej zatoce mająca stałych mieszkańców
. Według danych Urzędu Statystycznego Danii na rok 2018 wyspę tę zamieszkuje 5 osób. Administracyjnie przynależy do gminy Frederikssund w Regionie Stołecznym. Na wyspę można dotrzeć mały promem z położonego na zachód od Sønderby niewielkiego portu. Istnieje możliwość zwiedzania wyspy po szlakach o łącznej długości ok. 4 km. 
Na wyspie znajdują się dwa jeziora; Store Rørsø i Lille Rørsø oraz kilka stawów. Wyższa część wyspy była niegdyś wykorzystywana do uprawy zbóż. Obecnie, podobnie jak niżej położone łąki solne, jest wykorzystywana do wypasu trzody.

## Klasztor
W północnej części wyspy znajduje się ruina XII-wiecznego klasztoru augustianów. Został wybudowany w 1100 roku i przeniesiony do Æbelholt w północnej Zelandii w tym samym wieku.